# Inês da Aquitânia
Inês da Aquitânia (em francês:  Agnes de Poitou; 1025 – 14 de dezembro de 1077) foi imperatriz-consorte e regente do Sacro Império Romano-Germânico de 1056 a 1062.

## Família
Inês era filha de Guilherme V da Aquitânia, Duque da Aquitânia e Conde de Poitou e da sua esposa Inês da Borgonha. Os seus avós maternos foram Otão-Guilherme da Borgonha e Ermentrude de Roucy.

## Casamento e descendência
Inês casou com Henrique III do Sacro Império Romano-Germânico a 21 de novembro de 1043, em Ingelheim. Ela era a segunda esposa de Henrique, após a morte da primeira, Gunhilda da Dinamarca, em 1038.
Inês e Henrique tiveram a seguinte descendência:

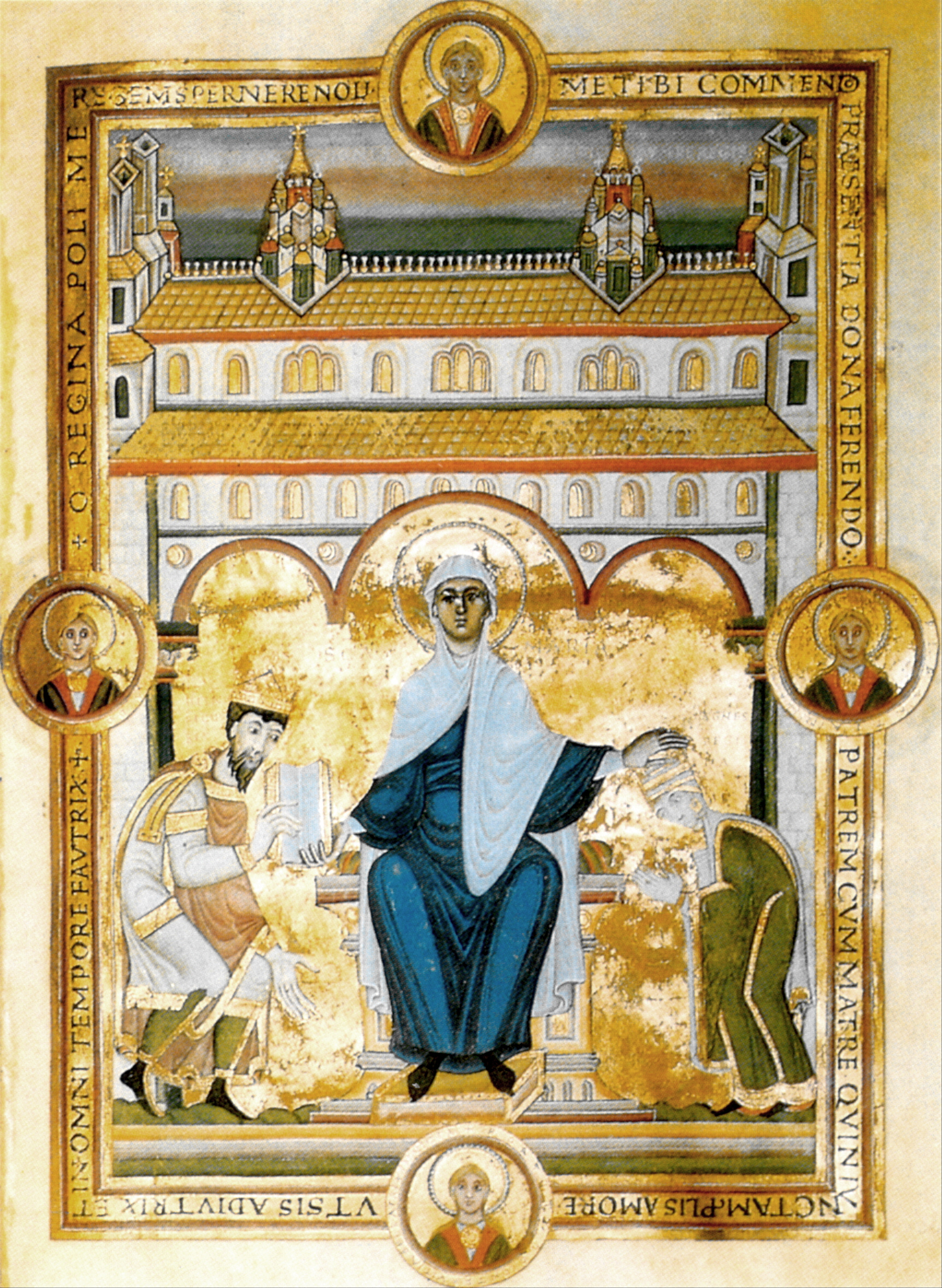
Imperador Henrique III e Inês em 1046

1. Matilde da Suábia, (n.1045 - m.1060), casou-se com Rudolf von Rheinfeld (1058);
2. Gisela (1047, Ravenna – 6 maio 1053);
3. Judite da Suábia, (n.1047), casou-se primeiro com o rei Salomão da Hungria, e depois com o rei Ladislau I da Polónia (1040 - 4 de junho de 1102);
4. Adelaide da Germânia, (n.1048 - m.1095), Abadessa de Quedlimburgo a partir de 1062;
5. Henrique IV do Sacro Império Romano-Germânico, (n.11 de novembro de 1050);
6. Conrado (n.1052 - m. 1056), Duque da Baviera como "Conrado II" (1054-1056).

## Regente
Após a morte do esposo, Inês foi regente durante a infância do filho, Henrique IV.
Apesar de Inês aplicar uma política de reconciliação com os inimigos do esposo, acabou por se formar uma conspiração em redor dela. Após a Páscoa de 1062, o seu filho Henrique foi raptado por alguns destes conspiradores, de entre os quais o bispo de Colônia Anno II e o duque da Baviera. Sem o seu filho, Inês perdeu o seu poder político, e foi forçada a retirar-se temporariamente.
Em 1065, ela foi para Roma, onde vivia sob a orientação do teólogo Pedro Damião. Nos anos seguintes, Inês actuou como pacificadora entre o filho, Henrique IV, e os inimigos dele.
Inês faleceu, em Roma, no dia 14 de dezembro de 1077 e está enterrada na Basílica de São Pedro.